# Berdan (fucile)
Berdan è stato un fucile a otturatore girevole-scorrevole (bolt action) mono-colpo ideato dall'ingegnere e inventore americano Hiram Berdan ed utilizzato dall'Esercito Imperiale Russo come fucile da fanteria dal 1878 al 1891, quando venne sostituito ufficialmente dal più moderno e performante Mosin-Nagant. Tuttavia il Berdan anche negli anni successivi rimase in servizio presso le truppe russe, prendendo parte sia alla Guerra Russo-Giapponese del 1905 che alla prima guerra mondiale, quando alcune truppe di rincalzo giunsero al fronte con questi fucili benché il più moderno Mosin-Nagant l'avesse già soppiantato da tempo.

## Storia e tecnica

### Berdan I
Nel 1865 il Dipartimento Armamenti e Artiglierie dell'Impero Russo si era reso conto che la conversione dei suoi vecchi fucili ad avancarica in armi a retrocarica non era una soluzione soddisfacente, così come anche l'adozione di fucili ad ago (come il prussiano Dreyse) presentava non pochi inconvenienti in virtù dell'utilizzo di cartucce di carta che mal s'addicevano al clima russo, così come anche la necessità di ridurre il calibro delle armi individuali. 
Venne così presa la decisione di inviare degli emissari negli Stati Uniti, paese che dall'epoca della Guerra Civile era considerato all'avanguardia per quanto riguardava le armi individuali e che era stato pioniere dell'introduzione della cartuccia metallica. La missione, composta dal Colonnello Gorlov e dal Tenente Gunius, dopo aver studiato diversi progetti individuò nel lavoro dell'ingegnere Hiram Berdan ciò di cui necessitavano per soddisfare le richieste dell'Esercito Russo. 
Il progetto prevedeva l'adozione di un fucile a retrocarica con otturatore a blocco rotante (simile per certi aspetti a quello dello Springfield Trapdoor) e una cartuccia metallica in calibro 10,75mm. Tale arma venne adottata nel 1869 con il nome ufficiale di "Fucile a 4,2 linee modello 1868" noto anche semplicemente come "Berdan n.1".

### Berdan II
Nonostante l'adozione del suo primo modello, Hiram Berdan continuò a lavorare al miglioramento della propria arma seguendo i suggerimenti e le linee guida dei Russi; alla fine del 1868 brevettò un nuovo sistema di otturatore girevole-scorrevole, procedendo successivamente a iniziare un tour europeo tra Inghilterra, Francia e Spagna volto a promuovere la sua nuova arma. Alla fine nel suo giro promozionale l'ingegnere americano approdò a San Pietroburgo dove venne approvato dal Dipartimento di Artiglieria e adottato nel 1870.

## Modelli
A seguito dell'adozione del Berdan II, vi fu la progettazione di diversi modelli dell'arma che sarebbero andati ad armare le varie specialità di cui si componeva l'Esercito Imperiale Russo:
- Fucile da Fanteria Berdan II: arma ordinaria in dotazione alla fanteria russa, in calibro 10,75mm e monocolpo
- Fucile da Dragoni Berdan II:
- Fucile da Cosacchi Berdan II:
- Carabina Berdan II:

## Utilizzo successivo all'adozione del Mosin-Nagant
Benché ufficialmente il Berdan fosse stato sostituito dall'adozione del Mosin-Nagant 1891, esso continuò a servire nell'Esercito Imperiale anche per i quasi vent'anni successivi, prendendo parte sia alla Guerra dei Boxer e alla Guerra Russo-Giapponese, anche se in quest'ultimo caso si tratto di un utilizzo limitato a reparti di retrovia e di guarnigione delle fortezze. All'inizio del XX secolo, volendo smaltire le vecchie armi che occupavano spazio nei magazzini, il Ministero della Guerra decise di cedere alcuni lotti di questo fucile per il mercato civile, riconvertendoli a fucili da caccia o armi sportive.
Nel 1914 la "fame di armi" delle forze russe, causata dal fatto che la produzione nazionale di Mosin-Nagant non era sufficiente ad armare tutti i mobilitati, obbligò a riesumare centinaia di migliaia di fucili Berdan dai magazzini: nonostante inizialmente fossero destinati ad armare le milizie territoriali e le truppe di terza linea, alla fine molti reparti di prima linea si trovarono a dover combattere armati con l'obsoleto Berdan. Quando nel 1916 il Ministro della Guerra Vladimir Sukhomlinov venne arrestato e condannato, una delle accuse che gli furono rivolte fu di aver sabotato lo sforzo bellico ordinando la distruzione di centinaia di migliaia di fucili Berdan custoditi nei magazzini militari appena un anno prima dello scoppio della guerra. Comunque nel corso del conflitto le truppe vennero gradualmente riarmate sia con i Mosin di fabbricazione nazionale, sia con armi acquistate all'estero, relegando quindi il Berdan allo scopo originari di fucile per la milizia territoriale e truppe di terza linea.
A seguito della Rivoluzione d'Ottobre e la conseguente Guerra Civile Russa, il Berdan fece nuovamente la propria apparizione sui campi di battaglia, andando ad armare sia i soldati dell'Armata Rossa che quelli dell'Armata Bianca. L'ultimo impiego bellico conosciuto del Berdan fu durante la Seconda Guerra Mondiale, quando i sovietici utilizzarono alcune migliaia di questi fucili per armare alcuni reparti di retrovia, ma non videro un effettivo impiego in combattimento.

## Paesi utilizzatori
- Impero Russo
- Impero d'Etiopia
- Finlandia
- Regno di Bulgaria
- Regno di Serbia
- Impero Coreano